# Weilheim an der Teck
Weilheim an der Teck – miasto w Niemczech, w kraju związkowym Badenia-Wirtembergia, w rejencji Stuttgart, w regionie Stuttgart, w powiecie Esslingen, siedziba wspólnoty administracyjnej Weilheim an der Teck. Leży w Jurze Szwabskiej, nad rzeką Lindach, ok. 22 km na południowy wschód od Esslingen am Neckar, przy autostradzie A8.

## Współpraca
Miejscowość partnerska:
- Neustadt in Sachsen, Saksonia